# Грузское (Бильмакский район)
Грузское (укр. Грузьке) — село в Бильмакском поселковом совете Бильмакского района Запорожской области Украины.
Код КОАТУУ — 2322755101. Население по переписи 2001 года составляло 69 человек.

## Географическое положение
Село Грузское находится на левом берегу реки Грузкая,
выше по течению на расстоянии в 2 км расположен пгт Камыш-Заря,
ниже по течению на расстоянии в 1 км расположено село Благовещенка,
на противоположном берегу — село Новокаменка.
Рядом проходит автомобильная дорога Т-0819 и
железная дорога, станция Камыш-Зоря в 3-х км.